# امامزاده عقیل (تهران)
روستای مِزرا (تهران)، روستایی از توابع بخش کن شهرستان تهران در استان تهران ایران است.

## جمعیت در سال (۱۴۰۰) ۱۵۰ نفر (۳۰خانوار)
این روستا در دهستان سولقان قرار دارد و براساس سرشماری مرکز آمار ایران در سال ۱۳۸۵، جمعیت آن ۱۸ نفر (۵خانوار) بوده‌است.